# Камкамідзе Анатолій Михайлович
Камкамідзе Анатолій Михайлович (7 червня 1936, Жмеринка, Вінницька область — 23 червня 1999) — воєначальник високого рівня, генерал.

## Життєпис
Народився 7 червня 1936 року в місті Жмеринка, Вінницької області в сім'ї військовослужбовця.
В 1954 році закінчив 10 класів Жмеринської середньої школи № 5. В вересні 1954 року став курсантом Одеського загальновійськового училища імені К. Є. Ворошилова, яке закінчив в 1957 році та був направлений для проходження подальшої служби в розпорядження Головнокомандуючого Групи Радянських військ в Німеччині (ГРВН в НДР).
З 1957 року по 1962 рік — командир мотострілецького взводу 240 мотострілецького полку 18 мотострілецької дивізії, 3-ої Загальновійськової Армії ГРВН. З 1962 року по вересень 1964 року — командир мотострілецької роти 240 мсп, 18 мсд.
В вересні 1964 року, згідно директиви Генерального Штаба був відкомандирований по заміні в Київський військовий округ, для проходження подальшої служби в 256 гвардійський мотострілецький полк, 17 гвардійської танкової дивізії (м. Кривий Ріг) на посаду командира мотострілецької роти.
В 1967 году вступив до Військової академії імені М. В. Фрунзе, яку закінчив в 1970 році та був направлений для проходження подальшої служби в ордена Леніна Забайкальський військовий округ, на посаду заступника командира 431 мотострілецького полку, 5 гвардійської танкової дивізії (м. Кяхта).
З червня 1972 року по вересень 1973 року — командир 431 мотострілецького полку, 5 гвардійської танкової дивізії. З вересня 1973 року по листопад 1974 року — заступник командира 41 мотострілецької дивізії 39 Загальновійськової Армії (МНР). З листопада 1974 року по березень 1976 року — командир 245 мотострілецької дивізії 29 Загальновійськової Армії (м. Гусіноозерськ, Забайкальський ВО).
З березня 1976 року по червень 1979 року — командир 41 мотострілецької дивізії 39 Загальновійськової Армії (МНР). З липня 1979 року по березень 1981 року — заступник командуючого 39 Загальновійськової Армії з бойової підготовки — начальник відділу бойової підготовки.
З березня 1981 року по серпень 1984 року — начальник управління бойової підготовки і ВУЗів Прикарпатського військового округу.
З червня 1985 року по вересень 1991 року — заступник командуючого — начальник управління бойової підготовки Прикарпатського ВО. 12 вересня 1991 рокуз за наказом міністра оборони був звільнений з дійсної військової служби в запас (по хворобі).
Брав участь в ліквідації наслідків аварії на ЧАЕС та отримав 1 категорію учасника.
З 1991 року по 1992 рік був позаштатним радником з військових питань Президента України Л. М. Кравчука.
В 1992 році за рекомендацією Президента України Л. М. Кравчука і за запрошенням Президента Грузії Є. А. Шеварнадзе був направлений у Грузію з метою надання допомоги в розбудові грузинських збройних сил. Був призначений на посаду командувача Збройними силами Республіки Грузія — першого заступника міністра оборони. Брав участь в бойових діях в Абхазії.
В осені 1993 року в зв'язку з хворобою повернувся в Україну. 23 червня 1999 року після важкої хвороби, пов'язаною з перебуванням в зоні ЧАЕС, помер та був похоронений у рідному місті. Смерть пов'язана з перебуванням і наслідками аварії на ЧАЕС та підтверджена Головним медичним управлінням МО України.

## Особисте життя
Дружина — Ерна, є два сина. Старший пішов по шляху батька — військовослужбовець, а менший — юрист, правознавець.

## Спорт
Майстер спорту СРСР з футболу. Виступав за СКА ОДЕСА та збірну Групи Радянських військ в Німеччині .

## Нагороди та відзнаки
За часи служби в збройних силах був нагороджений орденами:
Червоної зірки — в 1979 році, За службу Батьківщині III ступеню — в 1975 році та II ступеню в 1986 році, Знак Пошани — в 1972 році.
Також був нагороджений багатьма медалями СРСР, Монголії, Чехословаччини, Польщі та інших країн.

## Присвоєння військових звань
лейтенант — 04.10.1957 р.;
старший лейтенант — 04.11.1960 р.;
капітан — 16.12.1963 р.;
майор — 27.06. 1970 р.;
підполковник — 09.06. 1972 р.;
полковник — 21.11.1974 р. (достроково);
генерал-майор — 28.10.1976 р.;
генерал-лейтенант — 29.10.1984 р.;
генерал-полковник — 01.11.1993 р.